# Kill Em with Kindness
„Kill Em with Kindness” – singel amerykańskiej piosenkarki Seleny Gomez, promujący jej drugi solowy album Revival. Singel został wydany 3 maja 2016 roku. Za tekst odpowiadają Antonina Armato, Tim James, Benjamin Levin, Dave Audé i sama Selena Gomez. Za jego produkcję natomiast Rock Mafia, Benny Blanco oraz R3drum.

## Teledysk
Wideoklip został wyreżyserowany przez Emila Navę. Artysta postawił na subtelny czarno-biały teledysk, w którym piosenkarka pozuje do sesji zdjęciowej. Sceny są przechwytywane na dramatyczne ujęcia kul i krwi kapiącej na kwiaty. Pod koniec pojawia się para tancerzy, która wykonuje charakterystyczny układ. Gomez zrzuca ubrania i w pewnym momencie pozostawia na sobie tylko bieliznę. Niektórzy krytycy porównywali film do reklamy „Pantene”. Premiera teledysku odbyła się na Vevo 6 czerwca 2016 roku.

## Lista utworów
- Digital download

1. „Kill Em with Kindness" – 3:37

- Digital download (Remixes)

1. „Kill Em with Kindness” (Felix Cartal Remix) – 3:17
2. „Kill Em with Kindness” (River Tiber Remix) – 3:32
3. „Kill Em with Kindness” (Young Bombs Remix) – 3:57

## Notowania
| Lista (2016)                              | Najwyższa pozycja |
| ----------------------------------------- | ----------------- |
| Australia (ARIA Charts)                   | 33                |
| Austria (Ö3 Austria Top 40)               | 46                |
| Belgia (Ultratip Flanders)                | 20                |
| Belgia (Ultratip Wallonia)                | 2                 |
| Czechy (Rádio Top 100)                    | 44                |
| Francja (SNEP)                            | 149               |
| Holandia (Single Top 100)                 | 36                |
| Irlandia (IRMA)                           | 26                |
| Kanada (Billboard Canadian Hot 100)       | 14                |
| Liban (Lebanese Top 20)                   | 13                |
| Niemcy (Official German Charts)           | 43                |
| Nowa Zelandia (Recorded Music NZ)         | 4                 |
| Polska (Polish Airplay Top 100)           | 1                 |
| Portugalia (AFP)                          | 33                |
| Słowacja (Singles Digitál Top 100)        | 16                |
| Stany Zjednoczone (Hot 100)               | 39                |
| Szwajcaria (Schweizer Hitparade)          | 28                |
| Szwecja (Sverigetopplistan)               | 52                |
| Węgry (Single Top 40)                     | 29                |
| Wielka Brytania (Official Charts Company) | 35                |
| Włochy (FIMI)                             | 42                |

## Certyfikaty i sprzedaż
| Kraj                     | Certyfikat         | Sprzedaż   |
| ------------------------ | ------------------ | ---------- |
| Australia (ARIA)         | platynowa płyta    | 70 000+    |
| Dania (IFPI Danmark)     | złota płyta        | 45 000+    |
| Niemcy (BVMI)            | złota płyta        | 200 000+   |
| Norwegia (IFPI Norge)    | platynowa płyta    | 60 000+    |
| Polska (ZPAV)            | platynowa płyta    | 50 000+    |
| Portugalia (AFP)         | złota płyta        | 5 000+     |
| Stany Zjednoczone (RIAA) | platynowa płyta    | 1 000 000+ |
| Szwecja (GLF)            | platynowa płyta    | 40 000+    |
| Wielka Brytania (BPI)    | złota płyta        | 400 000+   |
| Włochy (FIMI)            | 2x platynowa płyta | 100 000+   |